# Алексеевка (Советский район)
Алексеевка (ранее Ново-Алексеевка; укр. Олексіївка, крымскотат. Alekseyevka, Алексеевка) — исчезнувшее село в Советском районе Республики Крым (согласно административно-территориальному делению Украины — Автономной Республики Крым). Располагалась на востоке района, примерно в 2 километрах к юго-востоку от современного села Октябрьское.

## История
Впервые в доступных исторических документах Ново-Алексеевка, как довольно крупное селение встречается на карте 1938 года в составе Ичкинского района Крымской АССР РСФСР.
После освобождения Крыма от фашистов, 12 августа 1944 года было принято постановление № ГОКО-6372с «О переселении колхозников в районы Крыма» и в сентябре 1944 года в район приехали первые новоселы (180 семей) из Тамбовской области, а в начале 1950-х годов последовала вторая волна переселенцев из различных областей Украины. С 25 июня 1946 года Алексеевка в составе Крымской области РСФСР. 26 апреля 1954 года Крымская область была передана из состава РСФСР в состав УССР. Время включения в упразднённый впоследствии Октябрьский сельсовет пока не установлено: на 15 июня 1960 года село уже числилось в его составе. Ликвидировано к 1968 году (согласно справочнику «Крымская область. Административно-территориальное деление на 1 января 1968 года» — в период с 1954 по 1968 год, как село ещё Октябрьского сельсовета).